# Zemljopis Srbije
Srbija se nalazi na Balkanskom poluotoku odnosno jugoistočnoj Europi (oko 80% teritorija) te u Panonskoj nizini odnosno srednjoj Europi (oko 20% teritorija). Kopnenu granicu ima prema susjedima, koja iznosi: prema Hrvatskoj 241 km, Mađarskoj 151 km, Rumunjskoj 476 km, Bugarskoj 318 km, Makedoniji 62 km, Kosovu 352 km, Crnoj Gori 124 km, i Bosni i Hercegovini 302 km. To ukupno čini 2.026 km vanjskih granica.
Krajnje točke:
- sjever: 46°11'N (Hajdukovo)
- jug:  42° 15' 34" N (Miratovac kraj Preševa)
- istok: 23°01'E (Senokos kraj Dimitrovgrada)
- zapad: 18°49'E (Bereg u Vojvodini)

## Reljef
Srbiju čine tri velike zemljopisne cjeline: Panonska nizina, brježuljkasti predjeli s nižim planinama i nizinskim proširenjima, te planinsko-kotlinsko područje. Sjeverni dio zemlje (Vojvodina) zauzimaju plodne ravnice, dok je središnji i južni dio pretežito planinski. Srbija obiluje prirodnim ljepotama, od kojih se posebno izdvajaju očuvane šume. Srbija je bogata i vodama. 
Panonska nizina zauzima više od 25% teritorija, a u njoj prevladavaju nizine s aluvijalnim naplavinama uz vodene tokove i praporne visoravni, te dva brdovita uzvišenja: Fruška gora (538 m) i Vršačke planine (639 m).
Najveći dio teritorija Srbije zauzimaju brežuljci i planine. Ona se protežu od Panonskog pobrđa na sjeveru do crnogorske, kosovske i makedonske granice na jugu. Od zapada prema istoku protežu se od bosanskohercegovačke do bugarske granice.
Južno od Save i Dunava prevladava brežuljkasto područje s visinama do 500 m i niže planinsko područje s visinama do 1000 m. To područje zauzima oko 65% površine Srbije. U tom području nizina ima tek uz Posavinu, Pomoravlju i dijelu Timočke krajine.
Područja viša od 1000 m zauzimaju manje od 10% teritorija Srbije. Ta se područja nalaze južno od Zapadne Morave i Nišave, a sastoje se od visoravni i skupina viših planina. Mali je broj planinskih vrhova iznad 2000 metara nadmorske visine, a najviši od njih je Midžor na Staroj planini.
Planine Srbije se dijele na:
- Rodopske planine
- Karpatsko-balkanske planine
- Dinarske planine

Najviši vrhovi Srbije su:
| Vrh          | Visina | Planina       |
| ------------ | ------ | ------------- |
| Midžor       | 2168 m | Stara planina |
| Dupljak      | 2032 m | Stara planina |
| Pančićev vrh | 2017 m | Kopaonik      |

## Rijeke
Rijeke Srbije pripadaju slivovima Crnog, Jadranskog i Egejskog mora. Najvećim dijelom pripadaju Crnomorskom slivu, a sve vode tog toka okuplja Dunav. Dunav je naduža rijeka u Srbiji koja kroz nju teče u duljini od 588 km od svojih 2.857 km ukupnog toka. Krajnji jugoistočni dijelovi Srbije pripadaju Egejskom slivu. Tri su plovne rijeke u Srbiji: Dunav (588 km), Sava (206 km), Tisa (168 km), i dijelom Velika Morava. Ostale veće rijeke Srbije su: Zapadna Morava (308 km), Južna Morava (295 km), Ibar (272 km), Drina (220 km) i Timok (202 km).
Rijeka koja najdužim tokom prolazi kroz Srbiju je Morava, a njen sliv obuhvaća 40% površine Srbije. Većina rijeka ima kišno-snježni režim vodostaja i protoka. Maksimalni vodostaji bilježe se u proljeće, a minimalni u kolovozu i rujnu.
| Rijeka         | Duljina u Srbiji | Ukupna duljina |
| -------------- | ---------------- | -------------- |
| Dunav          | 588 km           | 2783 km        |
| Zapadna Morava | 308 km           | 308 km         |
| Južna Morava   | 295 km           | 295 km         |
| Ibar           | 272 km           | 272 km         |
| Drina          | 220 km           | 346 km         |
| Sava           | 206 km           | 945 km         |
| Timok          | 202 km           | 202 km         |
| Velika Morava  | 185 km           | 185 km         |
| Tisa           | 168 km           | 966 km         |
| Nišava         | 151 km           | 218 km         |
| Tamiš          | 118 km           | 359 km         |
| Begej          | 75 km            | 244 km         |

## Jezera
Srbija nema velikih prirodnih jezera, a najveća su nastala pregrađivanjem riječnih korita kadi iskorištavanja snage vode za električnu energiju. Najveća takva akumulacijska jezera su: Đerdapsko (na Dunavu), Vlasinsko (na Vlasini), te Perućačko i Zvorničko (na Drini). Najveće jezero u Srbiji, Đerdapsko jezero, nalazi se na granici s Rumunjskom i ima površinu od 163 km2 (ukupna površina jezera je 253 km2).
| Јezero                 | Površina km2 | Nadmorska visina m | Najveća dubina m | Zapremina vode mil m3 |
| ---------------------- | ------------ | ------------------ | ---------------- | --------------------- |
| Đerdapsko              | 253          | 69,5               | 92               | 5000                  |
| Vlasinsko (na Vlasinu) | 16           | 1 213              | 22               | 165                   |
| Perućačko (na Drini)   | 12,4         | 290                | 70               | 340                   |
| Gazivode               | 11,9         | 692,7              | 105              | 370                   |
| Zvorničko (na Drini)   | 8,1          | 140                | 28               | 42                    |
| Zlatarsko (na Uvcu)    | 7,2          | 880                | 75               | 250                   |
| Potpećko (na Limu)     | 7,0          | 437                | 40               | 43                    |
| Palićko                | 5,6          | 101                | 3,5              | 11                    |
| Belo                   | 4,8          | 75                 | 2,5              | 7                     |

## Zaštićena područja
Nacionalni parkovi:
- Fruška Gora (250 km²)
- Kopaonik (120 km²)
- Tara (220 km²)
- Đerdap (640 km²)

Parkovi prirode:
- Gornje Podunavlje (100 km²)
- Stara Planina (1420 km²)
- Golija (750 km²)
- Kučajske planine (1150 km²)

Specijalni prirodni rezervati:
- Deliblatska pješčara (300 km²)
- Ludaško jezero (5,93 km²)
- Obedska bara (175,01 km²)
- Stari Begej – Carska Bara (17,67 km²)

Spomenici prirode:
- Đavolja Varoš  (0,64 km²)

### Nacionalni parkovi
Srbija ima 4 nacionalna parka: Đerdap, Kopaonik, Tara i Fruška gora. Svi nacionalni parkovi posjeduju visoke klimatske i zdravstveno-rekreativne vrijednosti.
- Đerdap - sjevernoistočni dio Srbije, na granici s Rumunjskom. Ukupna površina nacionalnog parka je 63.608 ha, a cijele zaštićene zone 93.968 ha. Osnovni prirodni fenomen ovog nacionalnog parka je velika Đerdapska klisura kroz koju protječe Dunav.
- Kopaonik - nalazi se u središnjem dijelu Srbije. Nacionalnim parkom proglašen je 1981. godine. Obuhvaća površinu od 11.810 ha, a po broju endemskih vrsta predstavlja jedan od najznačajnijih središta bioraznolikosti endemske flore Srbije. Kopaonik je najveći planinski masiv u Srbiji koji se pruža u pravcu sjeverozapad-jugoistok. Na sjevernomu dijelu Kopaonika se nalazi najrasprostranjenija šumsko-pašnjačka zona središnje Srbije.
- Tara - zauzima površinu od 22.000 ha, a nalazi ze na području općina Užice i Bajina Bašta.
- Fruška Gora - nalazi se u Vojvodini. Nacionalnim parkom je proglašena 1960. godine. Park čini usamljena planina u Panonskoj nizini koja je prema sjeveru i jugu razuđena planinskim i riječnim tokovima. Pašnjaci i plodno zemljište, te nasadi vinove loze ukrašavaju padine Fruške Gore.

## Vegetacija
Skoro cijeli teritorij Srbije pripada kontinentalno biljno-zemljopisnoj regiji. Srbija u cjelini spada među slabije pošumljene zemlje Europe sa samo 26% šumskih površina.
Srbija se po tipu vegetacije dijeli u pet pojasa:
- Nizinski pojas (područje aluvijalne ravnice Vojvodine, Posavine, Pomoravlja, Timočke krajine – šume hrasta lužnjaka, jasena, topole i vrbe, a u sušnijim predjelima Vojvodine dominiraju stepe.

- Brdski (kolinski) pojas (veliki dio Srbije južno od Save i Dunava) – šume sladuna i cera, hrasta kitnjaka i pitomog kestena.

- Brdski (montanski) pojas – bukove i bukovo-jelove šume, a na vapnenačkim podlogama i šume munike. Na toplim padinama ima i šuma hrasta kitnjaka.

- Pretplaninski i planinski pojas – u nižem potpojasu prevladavaju bukove šume, šikare i smrekove šume, a u višem niske klekovine bora krivulja i bukve, vrištine i šikare planinske ive.

- Visokoplaninski pojas – područja viša od 2500 m s hazmofitskom vegetacijom golih kamenajra, te mikrovegetacijom lišajeva na strmijim stijenama.

## Tlo
Posljedica složene geološko-litološke podloge, različitog stupnja okomite raščlanjenosti reljefa i klimatskih specifičnosti pojedinih krajeva je velika raznovrsnost tipa zemljišta. Područje Vojvodine nalazi se većinom na visokoplodnom černozemom, a područja uz rijeke i rubna područja Banata uz granicu s Rumunjskom na ritskoj crnici i aluvijalnom zemljištu.
Sjeverozapadni dio središnje Srbije pokrivaju pseudogleji i lesivirana zemljišta i eutrična smeđa tla (gajnjače).
Na pomoravskom području prevladavaju aluvijalna zemljišta, zemljišta na rastresitim supstratima (rendzine), smonica i kisela smeđa zemljišta.
Na vapnenačko-dolomitskim stijenama brdsko-planinskog područja južno od Save i Dunava prevladava crnica i smeđa zemljišta.

## Najznačajnije planine
- Tara
- Kopaonik
- Zlatibor
- Zlatar
- Fruška gora